# 小野吉郎
小野 吉郎（おの きちろう、1902年1月2日 - 2006年4月）は、昭和期の逓信官僚。元郵政事務次官、日本放送協会(NHK)第11代会長。広島県広島市出身。

## 来歴・人物
広島商業学校、大阪高等商業学校を経て1931年、九州帝国大学法文学部卒。逓信省に入省し札幌鉄道郵便局長、広島逓信局経理局長、中華民国臨時政府副郵務長（華北郵政総務計画課長）、大連関東逓信局長などを経て1951年、郵政省貯金局長、1955年同簡易保険局長などを歴任の後、1956年郵政事務次官就任。
30代で大臣（郵政大臣）に初就任した田中角栄が進める放送局の免許大量交付や新聞社とテレビ局との統合系列化他で大きな役割を果たした。
1959年、日本放送協会（NHK）専務理事、1964年同副会長を経て1973年、田中に抜擢され第11代NHK会長に就任。
会長在任中の1976年8月、田中がロッキード事件で逮捕される。小野は東京拘置所から保釈中だった田中を目白の私邸に見舞うとこれが大きな問題となった。NHKに抗議が殺到し受信料支払い拒否者が急増、日本放送労働組合（通称・日放労）の運動などで小野は同年9月引責辞任に追い込まれた。NHK会長が任期途中で辞任するのは初めてで、NHK初の大きなスキャンダルであった。NHKの会長はこれ以降、池田芳蔵および、福地茂雄以降（現任の稲葉延雄に至るまで）を除いて内部昇格となっている。
また当時『ニュースセンター9時』のキャスターだった磯村尚徳が小野辞任の日にNHKがこの事件を積極的に報じなかったことを独断で視聴者に謝罪、新しいキャスター像を作り上げたと言われている。
2005年までNHKの名誉顧問を務めていたが、前年に相次いで発覚した不祥事を受けて顧問制度が廃止されたため退任した。
2006年4月逝去、享年104。